# Золотопотіцька березина
«Золотопотіцька березина» — ботанічна пам'ятка природи місцевого значення. Пам'ятка природи розташована у кварталі 60 виділі 1 лісового урочища «Соколів» Золотопотіцького лісництва ДП «Бучацьке лісове господарство» поблизу смт Золотий Потік Бучацького району Тернопільської області.
Площа — 17,00 га, статус отриманий рішенням № 589 виконавчого комітету Тернопільської обласної ради від 5 листопада 1981 р.